# Výčapy-Opatovce
Výčapy-Opatovce es un municipio del distrito de Nitra en la región de Nitra, Eslovaquia, con una población estimada a final del año 2024 de 2137 habitantes.
Se encuentra ubicado en el centro-oeste de la región, en el valle del río Nitra (cuenca hidrográfica del Danubio) y cerca de la frontera con la región de Trnava.

## Demografía
| Año        | 1994 | 2004    | 2014    | 2024    |
| ---------- | ---- | ------- | ------- | ------- |
| Población  | 2151 | 2125    | 2188    | 2137    |
| Diferencia |      | −1,20 % | +2,96 % | −2,33 % |

| Año        | 2023 | 2024    |
| ---------- | ---- | ------- |
| Población  | 2153 | 2137    |
| Diferencia |      | −0,74 % |